# Nuni Dona
Nuni Dona (numele adevărat: Niculina Dona, n. 14 noiembrie 1916, Vaslui – d. 22 noiembrie 2009, București) a fost o pictoriță română.

## Studii
S-a născut în familia medicului militar Achil Raul Alexandru Dona și a Niculinei Henrieta (născută Delavrancea, cea de-a treia fiică a scriitorului și omului politic Barbu Ștefănescu Delavrancea). Din copilărie a fost îndrumată către pictură de mama ei, ea însăși o artistă foarte cunoscută și apreciată în epocă. A urmat liceul la Școala Centrală de Fete „Marica Brâncoveanu” din București.
S-a înscris la Academia de Arte Frumoase, unde a frecventat clasa de pictură a profesorului Francisc Șirato (1933).

## Carieră
După absolvire (1939) a devenit o prezență activă în viața plastică românească, expunând la Saloanele Oficiale de pictură din 1940, 1942, 1943, 1944 și la cele de grafică din 1939, 1940, 1942 și 1943. În 1942 a primit premiul „Elena și Anastase Simu”. 
În 1944 a organizat prima expoziție personală la Ateneul Român. În 1948, după desființarea Saloanelor Oficiale, a expus la Saloanele municipale și la expozițiile anuale de Stat.
După 1950 a desfășurat o susținută activitate în domeniul artelor decorative, cu lucrări în tehnica frescei și a mozaicului, realizate de cele mai multe ori împreuna cu pictorul și profesorul Gheorghe (Ghiță) Popescu, între care: 
- o frescă a sălii de consiliu a Primăriei Municipiului București cu tema „Din trecutul capitalei”
- o frescă a sălii de consiliu a Primăriei Constanța - în colaborare cu profesorul Gheorghe Popescu, cu tema „Din istoria Dobrogei”
- un mozaic decorativ al fațadelor blocurilor Piața Arni - Suceava (împreună cu profesorul Gheorghe Popescu)
- un mozaic decorativ la o școală din cartierul Nicolina - Iași.
- un sgraffito exterior și decorații la sala de marmură a Casei Scânteii (în colectiv)
- o frescă a Casei de cultură din Baia Mare (în colaborare cu profesorul Gheorghe Popescu)
- Biserici din Pitești si Ploiești
- Capela româneasca din Ierusalim

În 1970 a deschis o a doua expoziție personală la sala „Simeza”.
A realizat portretul următoarelor personalități: Florica Sion, Cella Delavrancea, Florica Musicescu, Mihail Jora, Marica Sion Caragiale (soția cu 25 de ani mai mare a lui Mateiu Caragiale), pictorii Alexandru Istrati, Eugeniu Drăguțescu, Natalia Dumitrescu, Wanda Sachelarie-Vladimirescu, Ghiță Popescu și Jeni Acterian (sora scriitorilor Arșavir Acterian și a lui Haig Acterian).
A decedat la sfârșitul lunii noiembrie 2009, într-un deplin anonimat, în timp ce familia unui cunoscut doctor, anticar și colecționar de artă din România, ce avea menirea să o îngrijească, a refuzat să facă public decesul (cf. România liberă, din data de 10 decembrie 2009).